# Габріель Юркіч
Габріель Юркіч (24 березня 1886 року — 25 лютого 1974 року) — хорватський художник.

## Біографія
Габріель Юркіч народився 24 березня 1886 року у м. Лівно. Там закінчив початкову школу, відвідував Торгівельну школу. З 1902 по 1905 рік навчався на будівельному факультеті Середньої технічної школи в Сараєво[1].
1907—1908 рр. — студент Тимчасової школи мистецтв та ремесел у Загребі.
1908—1909 рр. — навчання у Віденській академії образотворчих мистецтв, де Юркіча відразу ж перевели на четвертий курс загального факультету живопису в клас Алоїза Потопу.
1909—1911 рр. — відвідує спецкурс Казимира Похвальського та вивчає сегмент «Вивчення мистецтва історії Боснії».
Після навчання у Відні Габріель Юркіч повернувся до Сараєво, де відбулись його перші персональні виставки (1911), в Сараєво (Соціальний дім) та Загребі (Художній павільйон).
Після майже півстоліття, проведеного в Сараєво, він повернувся до Ливно, у скромну студію францисканського монастиря в Гориці, де жив зі своєю дружиною Штефанією, відомою католицькою письменницею.
Габріель Юркіч помер 25 травня 1974 року та був похований на цвинтарі в Горічко.

## Творчість
З самого початку полотна Юркіча пронизувалися лагідністю та поетичністю його натури, його зображували як «одну з найбільших і найвизначніших постатей усього періоду» (1911—1921). Випадковість чи доля визначили його художню освіту в академічному Відні. Перший живописний період після навчання був наповнений романтичним настроєм, натхненними пейзажами. Художник написав низку чудових портретів, де йому вдається глибоко проникнути в сутність близьких людей і тим самим наблизити їх до спостерігача.
З 20-х років Юркіч звільняється від академічної орієнтації, стає імпресіоністично вільним, використовуючи техніку пуантилістичного живопису, вносячи на полотно більше світла. Юркіч відкрив широкий діапазон кольорів, за його словами, «торкнувся світу, який не має кордонів».
Він знаходить притулок і спокій у майстерні францисканського монастиря в Гориці. Там він помер і заповів свої картини монастирю.

## Пам'ять
- У Лівно є галерея, присвячена творчості художника, а його фотографії демонструються в Музеї сучасного мистецтва в Загребі.

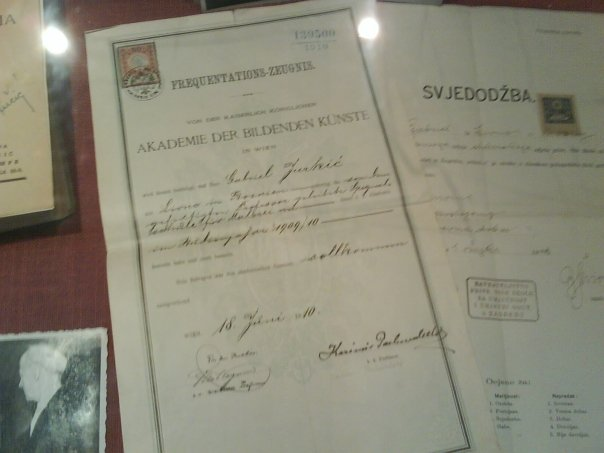
Свідоцтво Габріеля Юркіча з Віденської академії, що зберігається в музеї Гориці в Лівно

- У 1993 році він з'явився на поштовій марці, виданій адміністрацією хорватів у Мостарі.
- Хорватська історикиня мистецтва Іванка Реберськ написала монографію, приурочену життю і творчості художника.